# Jean Carson
Pour les articles homonymes, voir Carson.
Jean Carson, née le 28 février 1923 à Charleston (Virginie-Occidentale) et morte le 2 novembre 2005 à Palm Springs (Californie), est une actrice américaine.

## Biographie
Entamant sa carrière au théâtre, Jean Carson débute à Broadway (New York) en 1948, dans Bravo! d'Edna Ferber et George S. Kaufman (avec Oscar Homolka et Frank Conroy).
Là, suivent quatre autres pièces, dont The Bird Cage d'Arthur Laurents (1950, avec Melvyn Douglas et Maureen Stapleton) et Anniversary Waltz de Jerome Chodorov et Joseph Fields (sa dernière à Broadway, 1954-1955, avec Macdonald Carey et Kitty Carlisle).
Au cinéma, elle contribue à onze films américains, depuis The Phenix City Story de Phil Karlson (1955, avec John McIntire et Richard Kiley) jusqu'à Touche pas à mon gazon de Ted Kotcheff (1977, avec George Segal et Jane Fonda), après quoi elle se retire définitivement.
Entretemps, citons Sanctuaire de Tony Richardson (1961, avec Lee Remick et Yves Montand) et La Party de Blake Edwards (son avant-dernier film, 1968, avec Peter Sellers et Claudine Longet).
À la télévision américaine, excepté un téléfilm de 1969, elle apparaît dans cinquante-huit séries dès 1949, dont Studio One (quatre épisodes, 1949-1952), La Grande Caravane (un épisode, 1957), La Quatrième Dimension (un épisode, 1960), The Andy Griffith Show (quatre épisodes, 1962-1965), ou encore Bronk (sa dernière série, un épisode, 1975).

## Théâtre à Broadway (intégrale)
- 1948 : Bravo! d'Edna Ferber et George S. Kaufman, mise en scène de ce dernier : Jane Velvet
- 1949 : Metropole de William Walden, mise en scène de George S. Kaufman : Lois Dantine
- 1950 : The Bird Cage d'Arthur Laurents : Pearl
- 1953 : Men of Distinction de Richard Condon, mise en scène de Martin Gabel, décors et costumes de David Ffolkes : Judy Chalfonte
- 1954-1955 : Anniversary Waltz de Jerome Chodorov et Joseph Fields, mise en scène de Moss Hart : Janice Revere

## Filmographie partielle

### Cinéma
- 1955 : The Phenix City Story de Phil Karlson : Cassie
- 1959 : Le Bruit et la Fureur (The Sound and the Fury) de Martin Ritt : Mary Ellen
- 1961 : Sanctuaire (Sanctuary) de Tony Richardson : Norma
- 1966 : La Chambre des horreurs (Chamber of Horrors) de Hy Averback : une passante dans la rue
- 1967 : Peter Gunn, détective spécial (Gunn) de Blake Edwards : une serveuse
- 1967 : La Nuit des assassins (Warning Shot) de Buzz Kulik : une serveuse
- 1968 : La Party (The Party) de Blake Edwards : Nanny
- 1977 : Touche pas à mon gazon (Fun with Dick and Jane) de Ted Kotcheff : Paula

### Séries télévisées
- 1949-1952 : Studio One
  - Saison 1, épisode 6 L'Impasse (Blind Alley, 1949), épisode 12 La Clé de verre (The Glass Key, 1949) et épisode 18 Lune de juin (June Moon, 1949 - Eileen Fletcher)
  - Saison 5, épisode 8 Plan d'évasion (Plan for Escape, 1952) : Mary Warren
- 1954 : Inner Sanctum
  - Saison unique, épisode 1 Niveau mortel (Dead Level) : Vera Craig
- 1957 : La Grande Caravane (Wagon Train)
  - Saison 1, épisode 12 The Riley Gratton Story de John Brahm : Annie
- 1958 : Sugarfoot
  - Saison 1, épisode 9 Small War at Custer Junction de Franklin Adreon : Lilly Rutherford
- 1958 : Les Aventuriers du Far West (Death Valley Days)
  - Saison 7, épisode 9 Perilous Cargo de Stuart E. McGowan : Della Allison
- 1958 : Peter Gunn
  - Saison 1, épisode 15 The Leaper de Paul Stewart : Pearl
- 1960 : La Quatrième Dimension (The Twilight Zone)
  - Saison 2, épisode 10 Futurographe (A Most Unusual Camera) de John Rich  : Paula Diedrich
- 1961 : Les Hommes volants (Ripcord)
  - Saison 1, épisode 4 Colorado Jump : Blanche Telford
- 1961 : Les Incorruptibles (The Untouchables)
  - Saison 2, épisode 28 L'Histoire de Nero Rankin, le gangster le plus vieux (The Nero Rankin Story) de Stuart Rosenberg : Sylvia Orkins
- 1962-1965 : The Andy Griffith Show
  - Saison 3, épisode 6 Barney Mends a Broken Heart (1962 - Daphne) et épisode 11 Convicts at Large (1962 - Jalene Naomi Connors)
  - Saison 4, épisode 27 Fun Girls (1964) de Coby Ruskin : Daphne
  - Saison 5, épisode 28 The Arrest of the Fun Girls (1965) : Daphne
- 1963 : 77 Sunset Strip
  - Saison 6, épisode 10 Deposit with Caution : Viola Dorn
- 1964 : Perry Mason
  - Saison 7, épisode 17 The Case of the Bountiful Beauty de Jesse Hibbs : Mme Mitchell
- 1964 : L'Homme à la Rolls (Burke's Law)
  - Saison 1, épisode 32 Who Killed 1/2 of Glory Lee? de Don Weis : Eagle Eye
- 1975 : Bronk
  - Saison unique, épisode 9 Bargain in Blood : Mme Carol